# Robert van den Hoecke

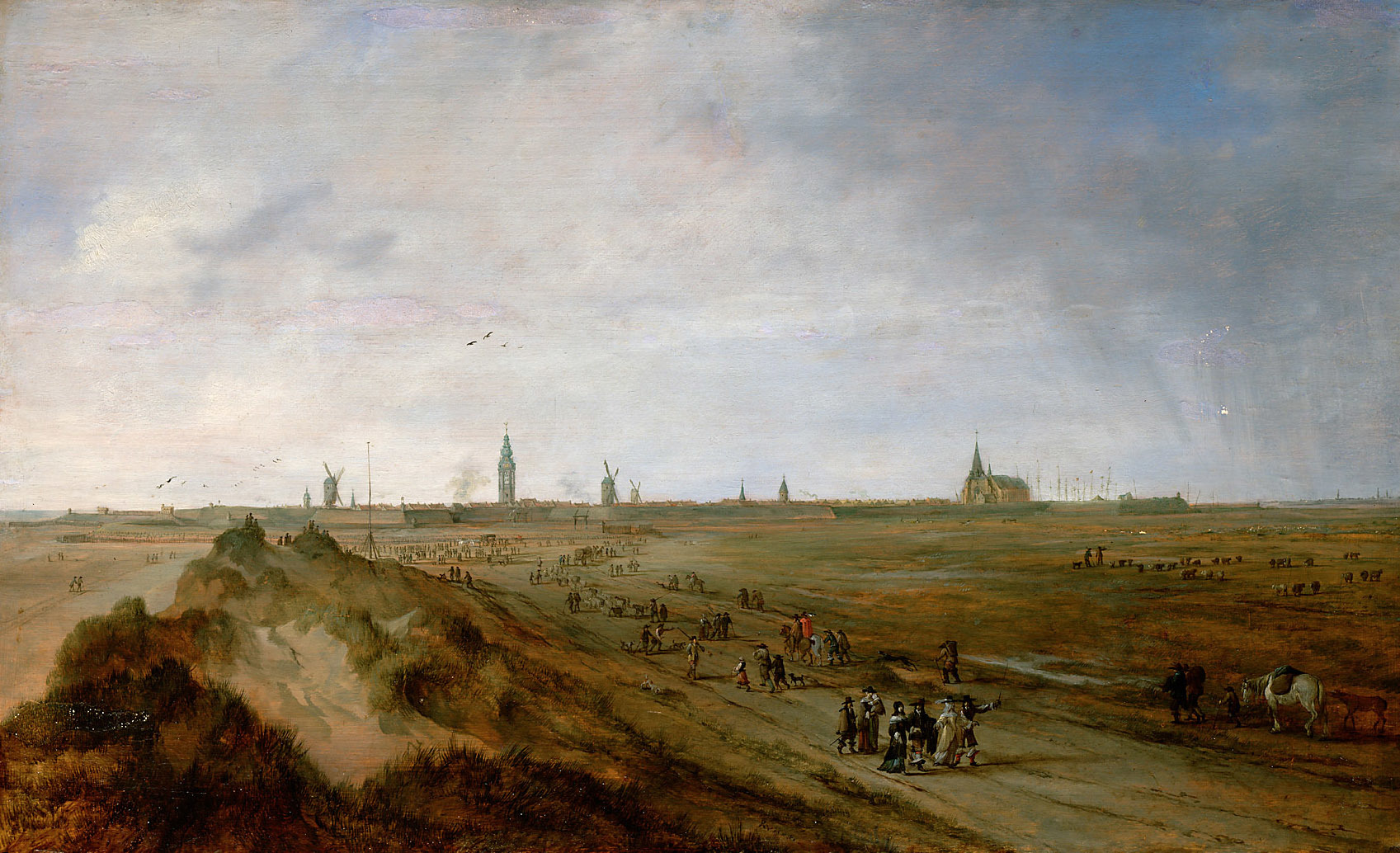
Widok Ostendy, ok. 1650, Muzeum Historii Sztuki w Wiedniu

Łyżwiarze na fosie w Brukseli, Muzeum Historii Sztuki w Wiedniu

Robert van den Hoecke (ochrzczony 4 sierpnia 1622 w Antwerpii, zm. 1668 w Bergues) – flamandzki malarz i rytownik działający w Antwerpii i Brukseli. Syn Gaspara van den Hoecke i brat Jana van den Hoecke.
Uczył się wspólnie z bratem w pracowni ojca i na przełomie 1644 i 1645 roku został mistrzem gildii św. Łukasza w Antwerpii. Po 1649 przebywał w Brukseli na dworze Leopolda Wilhelma Habsburga, gdzie pełnił funkcję kontrolera fortyfikacji Flandrii. W związku z wykonywaną pracą malował szczegółowe widoki miast, obozów, fortyfikacji i sceny batalistyczne utrzymane w manierze Pietera Snayersa. Kilka obrazów artysty posiada m.in. Muzeum Historii Sztuki w Wiedniu.
W National Gallery w Londynie znajduje się portret Roberta van den Hoecke pędzla Gonzalesa Coquesa, jest to jeden z obrazów z cyklu alegorii „pięciu zmysłów”. Portretowany Hoecke reprezentuje zmysł wzroku, przedstawiony został z paletą w jednej ręce i niewielkim obrazem w drugiej. Przepasany jest szarfą a u boku ma miecz, zapewne są to atrybuty piastowanego stanowiska kontrolera fortyfikacji.

## Dzieła
- Widok Ostendy -  ok. 1650, 57,5 x 93 cm, Muzeum Historii Sztuki w Wiedniu
- Łyżwiarze na fosie w Brukseli -  1649, 58 x 92 cm, Muzeum Historii Sztuki w Wiedniu
- Święty Maciej - olej na miedzianej blasze, Musée Municipal w Bergues Francja